# Ельс Калленс
Ельс Калленс (нід. Els Callens) — бельгійська тенісистка, олімпійська медалістка.
Бронзову олімпійську медаль Калленс виборола на Сіднейській олімпіаді 2000 року в парних змаганнях, граючи разом із Домінік ван Рост. У півфіналі бельгійська пара поступилася сестрам Вільямс, а в матчі за третє місце зуміла перемогти білоруський дует. 
Калленс була в складі збірної Бельгії, що виграла Кубок Федерації 2001 року, але в тій команді на перших ролях були Жустін Енен та Кім Клейстерс.

## Значні фінали

### Олімпіади

#### Парний розряд: 1 бронзова медаль
| Результат | Дата | Турнір      | Поверхня | Партнерка        | Супротивниці                       | Рахунок       |
| --------- | ---- | ----------- | -------- | ---------------- | ---------------------------------- | ------------- |
| Бронза    | 2000 | Сідней 2000 | Хард     | Домінік ван Рост | Наташа Звєрєва Ольга Барабанщикова | 4-6, 6-4, 6-1 |

## Фінали турнірів WTA

### Одиночний розряд: 1 (0–1)
| Легенда: Before 2009                 | Легенда: Starting in 2009 |
| ------------------------------------ | ------------------------- |
| Турніри Великого шлема турніри (0–0) |                           |
| WTA Championships (0–0)              |                           |
| Tier I (0–0)                         | Premier Mandatory (0–0)   |
| Tier II (0–0)                        | Premier 5 (0–0)           |
| Tier III (0–1)                       | Premier (0–0)             |
| Tier IV & V (0–0)                    | International (0–0)       |

| Результат | Ранг | Дата           | Турнір                    | Покриття  | Опонент      | Рахунок  |
| Поразка   | 1.   | 27 жовтня 1996 | Tournoi de Québec, Канада | Килим (i) | Ліза Реймонд | 4–6, 4–6 |

### Парний розряд: 22 (10–12)
| Легенда: Before 2009                 | Легенда: Starting in 2009 |
| ------------------------------------ | ------------------------- |
| Турніри Великого шлема турніри (0–0) |                           |
| WTA Championships (0–0)              |                           |
| Tier I (0–0)                         | Premier Mandatory (0–0)   |
| Tier II (0–0)                        | Premier 5 (0–0)           |
| Tier III (0–0)                       | Premier (0–0)             |
| Tier IV & V (0–0)                    | International (0–0)       |

| Результат | Ранг | Дата              | Турнір                                   | Покриття   | Партнер                 | Опоненти                              | Рахунок            |
| Перемога  | 1.   | 6 січня 1996      | ASB Classic, Нова Зеландія               | Ґрунт      | Жулі Алар-Декюжі        | Джилл Гетерінгтон Крістін Кунс        | 6–1, 6–0           |
| Поразка   | 1.   | 19 травня 1996    | Welsh International Open, Wales          | Ґрунт      | Лоранс Куртуа           | Катріна Адамс Маріан де Свардт        | 0–6, 4–6           |
| Перемога  | 2.   | 14 червня 1998    | Birmingham Classic, England              | Трава      | Жюлі Алар-Decugis       | Ліза Реймонд Ренне Стаббс             | 2–6, 6–4, 6–4      |
| Перемога  | 3.   | 22 листопада 1998 | Pattaya Women's Open, Таїланд            | Тверде     | Жюлі Алар-Decugis       | Хіракі Ріка Александра Ольша          | 3–6, 6–2, 6–2      |
| Перемога  | 4.   | 13 серпня 2000    | LA Women's Tennis Championships, USA     | Тверде     | Домінік Монамі          | Кімберлі По Анн-Гель Сідо             | 6–2, 7–5           |
| Поразка   | 2.   | 5 листопада 2000  | Tournoi de Québec, Канада                | Килим (i)  | Кімберлі По             | Ніколь Пратт Меган Шонессі            | 3–6, 4–6           |
| Перемога  | 5.   | 13 травня 2001    | German Open, Німеччина                   | Ґрунт      | Меган Шонессі           | Кара Блек Олена Лиховцева             | 6–4, 6–3           |
| Перемога  | 6.   | 19 травня 2001    | Belgian Open, Бельгія                    | Ґрунт      | Вірхінія Руано Паскуаль | Крісті Богерт Міріам Ореманс          | 6–3, 3–6, 6–4      |
| Поразка   | 3.   | 16 вересня 2001   | Waikoloa Championships, США              | Тверде     | Ніколь Пратт            | Тіна Кріжан Катарина Среботнік        | 2–6, 3–6           |
| Поразка   | 4.   | 28 жовтня 2001    | Linz Open, Австрія                       | Тверде (i) | Чанда Рубін             | Єлена Докич Надія Петрова             | 1–6, 4–6           |
| Поразка   | 5.   | 3 лютого 2002     | Toyota Princess Cup, Японія              | Килим (i)  | Роберта Вінчі           | Ліза Реймонд Ренне Стаббс             | 1–6, 1–6           |
| Поразка   | 6.   | 7 квітня 2002     | Sarasota Hard Court Classic, USA         | Ґрунт      | Кончіта Мартінес        | Єлена Докич Олена Лиховцева           | 7–6(7–5), 3–6, 3–6 |
| Перемога  | 7.   | 16 червня 2002    | Birmingham Classic, England              | Трава      | Асагое Сінобу           | Кімберлі По Наталі Тозья              | 6–4, 6–3           |
| Перемога  | 8.   | 15 червня 2003    | Birmingham Classic, England              | Трава      | Мейлен Ту               | Алісія Молік Мартіна Навратілова      | 7–5, 6–4           |
| Поразка   | 7.   | 10 серпня 2003    | LA Women's Tennis Championships, USA     | Тверде     | Олена Бовіна            | Марі П'єрс Ренне Стаббс               | 3–6, 3–6           |
| Поразка   | 8.   | 2 листопада 2003  | Tournoi de Québec, Канада                | Килим (i)  | Мейлен Ту               | Лі Тін Сунь Тяньтянь                  | 3–6, 3–6           |
| Поразка   | 9.   | 16 січня 2004     | Moorilla Hobart International, Австралія | Тверде     | Барбара Шетт            | Асагое Сінобу Окамото Сейко           | 6–2, 4–6, 3–6      |
| Перемога  | 9.   | 22 лютого 2004    | Diamond Games, Бельгія                   | Тверде (i) | Кара Блек               | Міріам Казанова Елені Даніліду        | 6–2, 6–2           |
| Поразка   | 10.  | 11 квітня 2004    | Гран-прі принцеси Лалли Мер'єм, Марокко  | Ґрунт      | Катарина Среботнік      | Маріон Бартолі Емілі Луа              | 4–6, 2–6           |
| Поразка   | 11.  | 15 серпня 2004    | Odlum Brown Vancouver Open, Канада       | Тверде     | Анна-Лена Гренефельд    | Бетані Маттек-Сендс Абігейл Спірс     | 3–6, 3–6           |
| Поразка   | 12.  | 7 листопада 2004  | Tournoi de Québec, Канада                | Тверде (i) | Саманта Стосур          | Карлі Галліксон Марія Емілія Салерні  | 5–7, 5–7           |
| Перемога  | 10.  | 20 лютого 2005    | Diamond Games, Бельгія                   | Тверде (i) | Кара Блек               | Анабель Медіна Гаррігес Дінара Сафіна | 3–6, 6–4, 6–4      |

## Фінали ITF

### Одиночний розряд: 14 (11–3)
| Турніри $100,000 |
| Турніри $75,000  |
| Турніри $50,000  |
| Турніри $25,000  |
| Турніри $10,000  |

| Результат | Ранг | Дата              | Турнір                           | Покриття   | Опонент               | Рахунок       |
| Перемога  | 1.   | 19 лютого 1990    | Манчестер, Велика Британія       | Килим (i)  | Sandra Begijn         | 6–1, 6–0      |
| Перемога  | 2.   | 7 травня 1990     | Кашкайш, Португалія              | Ґрунт      | Клер Вегінк           | 6–1, 6–1      |
| Перемога  | 3.   | 21 січня 1991     | Берген, Норвегія                 | Килим (i)  | Магдалена Фейстель    | 6–4, 6–3      |
| Runner–up | 1.   | 11 лютого 1991    | Дандерид, Швеція                 | Килим (i)  | Катаріна Ліндквіст    | 4–6, 6–4, 2–6 |
| Перемога  | 4.   | 18 лютого 1991    | Croydon, Велика Британія         | Килим (i)  | Сара Гомер            | 6–1, 6–0      |
| Перемога  | 5.   | 21 жовтня 1991    | Свіндон, Велика Британія         | Килим (i)  | Сесілія Дальман       | 3–6, 7–5, 6–4 |
| Перемога  | 6.   | 19 жовтня 1992    | Мулен, Франція                   | Тверде (i) | Petra Holubová        | 5–7, 6–2, 6–3 |
| Перемога  | 7.   | 31 жовтня 1993    | Пуатьє, Франція                  | Тверде (i) | Леа Жирарді           | 6–0, 6–1      |
| Перемога  | 8.   | 21 березня 1994   | Брест, Франція                   | Тверде (i) | Даллі Рандріантефі    | 6–4, 6–3      |
| Runner–up | 2.   | 14 грудня 1997    | Нойштадт-ан-дер-Донау, Німеччина | Килим (i)  | Наталі Деші           | 4–6, 1–6      |
| Runner–up | 3.   | 22 серпня 1999    | Бронкс, США                      | Тверде     | Еріка Делоун          | 1–6, ret.     |
| Перемога  | 9.   | 24 жовтня 1999    | Саутгемптон, Велика Британія     | Килим (i)  | Патріція Вартуш       | 6–3, 6–3      |
| Перемога  | 10.  | 30 жовтня 2001    | Болтон, Велика Британія          | Тверде (i) | Бахія Мухтассен       | 4–6, 6–4, 6–1 |
| Перемога  | 11.  | 26 листопада 2002 | Міннеаполіс, США                 | Тверде (i) | Станіслава Грозенська | 7–5, 6–3      |

### Парний розряд: 17 (10–7)
| Результат | No  | Дата              | Турнір                       | Покриття   | Партнер         | Опоненти                         | Рахунок            |
| Перемога  | 1.  | 26 лютого 1990    | Віган, Велика Британія       | Тверде (i) | Каролін Віллот  | Jenny Thielmann Клер Вегінк      | 7–5, 6–0           |
| Перемога  | 2.  | 11 червня 1990    | Кашкайш, Португалія          | Ґрунт      | Каролін Віллот  | Інгелісе Дрігейс Луїс Флемінг    | 2–6, 6–4, 7–6(8–6) |
| Перемога  | 3.  | 6 серпня 1990     | Rebecq, Бельгія              | Ґрунт      | Каролін Віллот  | Руксандра Драгомір Іріна Спирля  | 6–4, 6–2           |
| Runner–up | 1.  | 10 вересня 1990   | Істборн, Велика Британія     | Тверде     | Таня Гаусшилдт  | Марія Ліндстрем Хетер Ладлофф    | 6–7(6–8), 1–6      |
| Runner–up | 2.  | 11 листопада 1991 | Свіндон, Велика Британія     | Килим (i)  | Michèle Strebel | Ілана Бергер Тесса Прайс         | 2–6, 5–7           |
| Перемога  | 4.  | 12 квітня 1992    | Лімож, Франція               | Килим (i)  | Michèle Strebel | Любомира Бачева Sylvia Štefková  | 4–6, 6–1, 6–4      |
| Runner–up | 3.  | 14 вересня 1992   | Мадейра, Португалія          | Тверде     | Юлія Єс         | Karin Ptaszek Marianne Vallin    | 1–6, 3–6           |
| Перемога  | 5.  | 22 листопада 1992 | Ноттінгем, Велика Британія   | Килим (i)  | Елена Пампулова | Руксандра Драгомір Іріна Спирля  | 7–6(7–3), 6–4      |
| Поразка   | 4.  | 31 жовтня 1993    | Пуатьє, Франція              | Тверде (i) | Нансі Фебер     | Ольга Лугіна Елена Пампулова     | 4–6, 6–3, 3–6      |
| Перемога  | 6.  | 27 березня 1994   | Брест, Франція               | Тверде (i) | Karin Ptaszek   | Сусанна Аттілі Елена Савольді    | 6–4, 6–1           |
| Перемога  | 7.  | 29 березня 1997   | Зе-Вудлендс, США             | Тверде     | Лізель Губер    | Наталі Деші Леа Жирарді          | 6–4, 6–2           |
| Перемога  | 8.  | 21 вересня 1998   | Сіетл, США                   | Тверде     | Лізель Горн     | Лілія Остерло Машона Вашінгтон   | 6–2, 3–6, 6–3      |
| Перемога  | 9.  | 18 жовтня 1998    | Саутгемптон, Велика Британія | Килим (i)  | Лоранс Куртуа   | Амелі Кокто Емілі Луа            | 6–2, 6–2           |
| Поразка   | 5.  | 13 серпня 2001    | Бронкс, США                  | Тверде     | Крісті Богерт   | Кларіса Фернандес Фудзівара Ріка | 6–2, 6–7(3–7), 4–6 |
| Перемога  | 10. | 26 листопада 2002 | Міннеаполіс, США             | Тверде (i) | Асагое Сінобу   | Хіракі Ріка Міягі Нана           | 7–6(7–3), 7–6(7–3) |
| Поразка   | 6.  | 9 листопада 2004  | Піттсбург, США               | Тверде (i) | Саманта Стосур  | Терін Ешлі Лора Гренвілл         | 6–2, 3–6, 4–6      |
| Поразка   | 7.  | 4 липня 2011      | Брюссель, Бельгія            | Ґрунт      | Нансі Фебер     | Marcella Koek Ева Ваканно        | 5–7, 6–3, [5–10]   |

## Зовнішні посилання
- Ельс Калленс на сайті WTA
- Ельс Калленс на сайті ITF
- Ельс Калленс на сайті Кубку Біллі Джин Кінг

## Виноски
1. ↑  Player Profile // WTA website

| Тенісист | Це незавершена стаття про тенісиста чи тенісистку. Ви можете допомогти проєкту, виправивши або дописавши її. |